# Paul Hupfauer
Paul Hupfauer (* 24. Februar 1747 in Wald bei Miesbach; † 13. Juni 1808 in Landshut) war der letzte Propst des Klosters Beuerberg und Universitätsbibliothekar in Landshut.

## Leben
Geboren als Sohn einfacher Bauern in Wald bei Miesbach im Isarkreise, kam Franz Hupfauer mit acht Jahren in das Seminar des Klosters Weyarn, wo er die Gymnasialstudien und dann am Lyceum in München die höheren Studien absolvierte. 1769 trat er im Kloster Beuerberg in den regulierten Chorherrenorden ein, legte 1770 die Klostergelübde ab und erhielt 1773 die Priesterweihe. Danach wurde ihm der Unterricht der Philosophie, Theologie und Kirchengeschichte für die jüngeren Geistlichen in Beuerberg übertragen. 1781 erhielt er eine Professorenstelle der Logik, Methaphysik, praktischen Philosophie und Mathematik an dem Lyceum in München.
1791 als Illuminat verleumdet, musste er in sein Kloster zurückkehren, wo er Novizenmeister und Dechant und 1794 einstimmig zum Propst gewählt wurde. Jedoch wurde diese Wahl durch den Einfluss seiner Gegner durch kurfürstliches Reskript für ungültig erklärt und eine neue Prälatenwahl angeordnet. Bald danach legte Hupfauer seine Dechantenstelle nieder und ging als Pfarrhelfer nach Münsing.
1799 rehabilitiert, wurde er zum Professor der allgemeinen Wissenschaftskunde und Literatur an der Universität Ingolstadt bestellt, und folgte derselben 1800 bei ihrer Verlegung nach Landshut, musste aber wieder für einige Zeit nach Ingolstadt zurück, um den Transport der Bibliothek zu ordnen. 1801 wurde Universitätsbibliothekar in Landshut. Am 12. August 1802 erneut einstimmig zum Propst gewählt, kehrte er nach Beuerberg zurück.
Als das Kloster 1803 – wie alle Stifte und Klöster Bayerns – mit Hupfauers Zustimmung aufgehoben wurde, übernahm er wieder die Oberaufsicht über die Universitätsbibliothek Landshut. Zu seinen Aufgaben dort gehörte auch die Übernahme von Buchbeständen aus den Bibliotheken der aufgehobenen Klöster. Zugleich war er in Landshut Lokalstudienkommissär für die lateinischen Schulen. Von der Akademie der Wissenschaften in München war er bereits 1795 als ordentliches Mitglied der historischen Abteilung aufgenommen worden.
Er starb am 13. Juni 1808 an einem Nervenfieber.

## Werke
- Druckstücke aus dem fünfzehenten Jahrhundert, welche sich in der Bibliothek des regulirten Chorstiftes zu Beuerberg befinden. Mit 23 Holzschnitten. Augsburg b. Stage. 8. 1794. 384 S.
- Ueber den Passauischen Domherrn Paulus Wann, seine Schriften u. die verschiedenen Ausgaben derselben, mit literarischen Anmerkungen, nebst Digressionen über das Predigtwesen. Mit 2 Holzschnitten. Landshut b. Weber 1801. 8. 140 S.
- Zehen Paragraphen über das Klosterwesen in Baiern. 8. 1802.
- Einige anonyme Schriften, in Betreff eines Landtages in Baiern.
- Aufsätze in Kohlbrenner’s Münchner Intelligenzblatt.
- Rezensionen in der Oberteutschen Literaturzeitung.